# Sparassis nemecii
Sparassis nemecii är en svampart som beskrevs av Pilát & Veselý 1932. Sparassis nemecii ingår i släktet Sparassis och familjen Sparassidaceae.   Inga underarter finns listade i Catalogue of Life.